# Sadoungatan

Sadoungatan (arabiska: شارع السعدون) är en gata i distriktet Rusafa i Bagdad. Den är uppkallad efter den irakiske premiärministern Abdul Mohsen Al-Sadoun, som dog under mystiska omständigheter 1929. 
Gatan sträcker sig från Al-Tahreirtorget till Kahramanatorget. Den är tre och en halv kilometer lång, och har på mitten en staty av Abdul Mohsen.
Det är en av Bagdads huvudgator med många hotell, resebyråer, biografer och några departement. Vid gatan ligger bland annat Palestine Hotel, Bagdad Hotel och Al-Elweya club.
Biograferna vid gatan är några av stadens äldsta och kompletterade stadens hotell. Gatan började utvecklas på 1930-talet och de flesta hus och byggnader går tillbaka till första hälften av 1900-talet, mest 1940- och 1950-talen. Under 1900-talet låg också några av de mest kända privatläkarmottagningarna där.
Vid gatan ligger stadens bibliotek och även kungens palats.
Under Saddam Husseins styre öppnades det första internetcentrumet för allmänheten.
Gatan räknades i början som ett av Bagdads finare områden, men efter omvandlingen under några decennier till en mer kommersiell gata flyttade många familjer med höga inkomster därifrån och områden kom mer att bebos av medelklassen.